# Magicrescue
Magic Rescue es un programa informático de línea de comandos capaz de recuperar datos de cualquier sistema de ficheros. Para ello utiliza los números mágicos (que son marcas alfanuméricas que tienen los ficheros para identificar de qué tipo son) y llama a otros programas para recuperar los trozos reconocidos. No es tan efectivo como una recuperación manual, pero sí lo suficiente en la mayoría de los casos. Este software no funciona demasiado bien en sistemas de ficheros demasiado fragmentados, pero esto no suele ser un problema ya que es poco común.